# Boris Hagelin

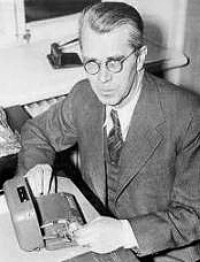
Boris Hagelin (ca. 1945)

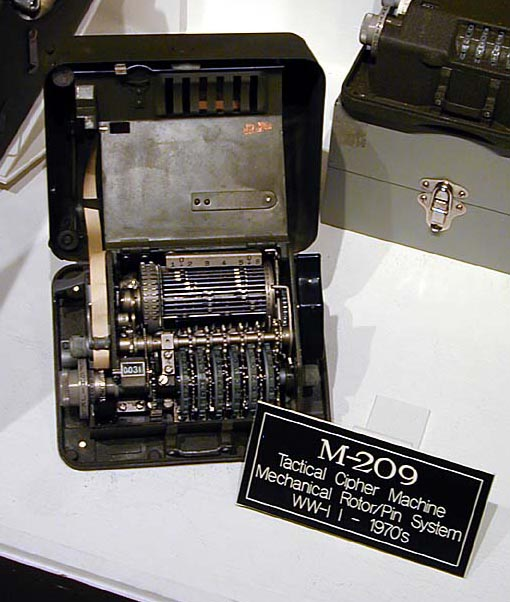
Eine M-209

Boris Caesar Wilhelm Hagelin (* 2. Juli 1892 in Adschikent; † 7. September 1983 in Zug, Schweiz) war ein schwedischer Kryptograph, Unternehmer und Vorsitzender der schwedischen Firma A.B. Cryptograph, aus der später die Schweizer Crypto AG entstand.

## Jugend und Ausbildung
Boris Hagelin wurde in Adschikent (in der Nähe von Helenendorf im heutigen Aserbaidschan) im Russischen Kaiserreich geboren, wo sein Vater Karl Wilhelm Hagelin, ein enger Mitarbeiter von Emanuel Nobel, den damaligen „russischen Rockefellers“, im Erdölgeschäft tätig war. Der Vater war Direktor der „Naphtha-Produktions-Gesellschaft Gebrüder Nobel“ mit ihrem Hauptsitz in St. Petersburg und den Produktionsstätten in Baku. Boris besuchte bis 1904 eine russische Schule in St. Petersburg. Danach war er in Schweden im Internat von Lundsberg und studierte anschließend Maschinenbau an der Königlich Technischen Hochschule (KTH) in Stockholm, die er 1914 mit einem Diplom verließ. Auch er war für eine Laufbahn bei Nobel in Baku vorgesehen, wo er ein bei der ASEA in Västerås bestelltes Kraftwerk leiten sollte. Hierhin wurde er nach dem Studium geschickt, um Kenntnisse in der Elektrotechnik zu erwerben. Wegen der aufkommenden Oktoberrevolution in Russland blieb er erst einmal in Stockholm beim Unternehmen. Weil er fünf Sprachen beherrschte, war er in der Auslandsabteilung von ASEA beschäftigt.
Die amerikanische Standard Oil Company hatte sich soeben in Nobel-Unternehmen, die außerhalb Russland arbeiteten, eingekauft, so dass Boris zu Beginn des Jahres 1921 in deren technisches Büro in New Jersey ging. In seiner von ihm 1979 verfassten Die Geschichte der Hagelin Cryptos schreibt er wörtlich: „Außerdem hatte ich in USA einige Erfindungen erworben, die ich verwerten konnte und die bis zum Anfang des Zweiten Weltkriegs meine wirtschaftliche Existenz sicherten.“ Als er Ende des Jahres zurückkehrte, hoffte er noch immer, nach Baku gehen zu können. Bereits 1922 waren alle Hoffnungen zunichte. Emanuel Nobel half ihm, indem er Boris ein kleines Büro finanzierte sowie ihn mit Aufträgen versorgte. Die wichtigste Aufgabe, mit der Nobel ihn beauftragte, war die Aufsicht über die 1915 gegründete AB Cryptograph. Arvid Damm hatte dieses Unternehmen gegründet unter Beteiligung von privaten Geldgebern. Damm meldete seine Rotor-Chiffriermaschine drei Tage nach Hugo Alexander Koch am 10. Oktober 1919 in Deutschland zum Patent an. Als dem Unternehmen 1921 das Kapital ausging, beteiligten sich Nobel und sein Vater finanziell, da sie überzeugt waren, dass Chiffriermaschinen im Schriftverkehr heikler Angelegenheiten eine Rolle spielten könnten. Es war Damm gelungen, das Interesse der großen Radiogellschaften für seine Maschine zu wecken, die auf drahtlose Telegrafie ausgelegt war. Weil die Prototypen in Paris gebaut werden sollten, siedelte Damm 1925 nach Frankreich über. Hagelin übernahm jetzt auch die technische Leitung. Im Unternehmen arbeitete der Konstrukteur C. A. Lindmark, der schon vor Hagelins Eintritt in der A.B. Cryptograph dort beschäftigt war und später beim Aufbau der ersten C-Maschinen „bedeutsame Beiträge“ leistete.

## 1925 der Prototyp B-21
1925 hörte Hagelin, dass der schwedische Generalstab eine Enigma-Maschine von einem deutschen Unternehmen für Versuchszwecke erhalten habe. (1924 hatte Arthur Scherbius seine Enigma-A auf dem Weltpostkongress in Stockholm ausgestellt.) Es gelang ihm, den zuständigen Offizier davon zu überzeugen, dass sein Unternehmen bereits eine zehnjährige Erfahrung auf dem Gebiet von Chiffriermaschinen besitze und sie deshalb eine bessere Maschine bauen könne. Ihr lagen damals nur die früheren Konstruktionen von Arvid Damm vor, die der Behörde aber nicht zugesagt hatten. Mit der Maßgabe, das die zu bauende Maschine die gleiche Größe und auch gleichartige Bedienung aufweisen solle, erhielt Hagelin den Auftrag, eine Mustermaschine innerhalb von sechs Monaten zu bauen. Emanuel Nobel stellte dafür 500 Kronen ($ 134.00) bereit.
Nun gibt Hagelin zu, dass er damals keine Ahnung von Kryptologie hatte und die Annahme des Auftrags ein Vabanque-Spiel war. Auf der Basis der von Damm erfundenen „vereinfachten Durchgangsräder“ gelang es jedoch unter Verwendung eines 5x5-Rasters einen Prototyp mit einer Tastatur, zwei Durchgangsrädern (deren Fortschaltungen durch je zwei Schlüsselräder verschiedener Teilung gesteuert wurden) und mit einem 25er Lampenfeld, das zur Anzeige der ver- bzw. entschlüsselten Buchstaben diente, innerhalb der gesetzten Frist zu bauen. Auf der Tastatur erschienen beim Verschlüsseln nur Buchstaben, ausgedruckt wurden beim Entschlüsseln jedoch Buchstaben, Zahlen und Zeichen. Sie nannten sie B-211 und sie sah äußerlich der ENIGMA ähnlich. Die A.B. Cryptograph erhielt den Auftrag jedoch erst bei Kriegsausbruch von der schwedischen Wehrmacht. Inzwischen war es aber bereits die C36-Version geworden, die der Armee geliefert wurde.
1928 reichte Boris Hagelin seinen Patentantrag sowohl in Schweden als auch in den USA ein.

## Produktion in Frankreich
Emanuel Nobel war 1932 gestorben und seine Erben waren nicht bereit, das Unternehmen weiter zu unterstützen, obwohl Hagelin selbst ohne Bezahlung gearbeitet hatte. So musste er durch Europa reisen, um Käufer zu finden. Auch in Deutschland stellte Hagelin seinen Cryptographen vor, der aber dort kein Interesse zeitigte. Anders die französische Armee, die jedoch zwei Bedingungen stellte: die Maschine sollte Text drucken können und dennoch tragbar sein. Das setzte einen Antrieb voraus. Das Lampenfeld, das oft Fehler bei der Ablesung verursachte, wurde durch einen elektromechanischen Typenraddrucker, der bei Stromausfall von Hand betätigt
werden konnte, ersetzt. Für die Relais-Chiffriermatrix genügte dann eine Taschenlampenbatterie als Stromquelle. In der Privatwirtschaft konnte für den Büroeinsatz eine elektrische Schreibmaschine angekoppelt werden. Die Maschine wurde in Frankreich hergestellt bei L. M. Ericsson, eine Tochtergesellschaft der Telefon-AB, in Colombes bei Paris.

## Die C-Maschinen 1934
1934 wurde Hagelin gefragt, ob er nicht für die französische Armee einen druckenden „Taschenapparat“ konstruieren könne: Hier brachte er das Rechenwerk des Münzwechslers ein aus einem früheren Auftrag, der aber wegen Konkurs der Auftraggeber nie in Produktion ging. An der Entwicklung der C-Maschine, die weltweit die erfolgreichste werden sollte, war sein Mitarbeiter C. A. Lindmark für ihn unentbehrlich geworden. So entstand die 1935 unter der Bezeichnung C-35 vorgestellte Chiffriermaschine. Mit einer Bodenplatte und Schutzhaube konnte der Apparat im Felde auf das Knie geschnallt werden. Eine erhebliche Verbesserung der C-35 konnte durch die Mitarbeit des schwedischen Kryptologen Yves Gyldén (1895–1963) erzielt werden, vor allem durch ein zusätzliches sechstes Schlüsselrad.
Dieses Modell C-36 hatte die Größe einer Brotdose und wurde als „epochale Erfindung“ bezeichnet. Bis zum Kriegsausbruch wurden etwa 500 Maschinen der B211 ausgeliefert und nach dem Krieg noch einmal 100 Stück. Hierbei untersuchte General a. D. André Müller die Nachkriegs-Version und machte als Kryptologe weitere Verbesserungsvorschläge.
Hagelins Vater lebte zu jener Zeit in Paris, und Hagelin betonte, dass ohne dessen finanzielle Unterstützung und Bemühungen dieses Geschäft niemals hätte abgewickelt werden können. Außerdem gelang es seinem Vater, die Gewinne von Frankreich nach Schweden zu transferieren, die es dem Sohn ermöglichten, dem Vater dessen Auslagen zu erstatten. Von dem Rest richteten sie eine moderne Werkstatt ein, und das Unternehmen wurde zum Jahreswechsel 1939/40 in „A.B. Ingeniörsfirma Cryptoteknik“ umbenannt.

## Produktion in den USA
1937 fuhr er das erste Mal in die USA, um seine Maschine vorzustellen. Dort wünschte man eine elektrisch angetriebene Maschine. Im Sommer 1939 brachte er einen Prototyp der BC-Maschine nach Washington, der jedoch noch nicht ausgereift war und deshalb abgelehnt wurde. Anfang Mai 1940 (deutsche Truppen waren am 9. April 1940 in Dänemark und Norwegen einmarschiert) fuhr er ohne Einladung ein drittes Mal nach Washington. Es gelang ihm, von Genua aus, bevor Italien den Krieg erklärte, Europa mit dem letzten Schiff zu verlassen. Im Gepäck hatte er zwei BC-Maschinen. Dieses Mal erhielt Hagelin einen Probeauftrag von 50 Maschinen der tragbaren und verbesserten C-38, die von Schweden nach Washington geflogen wurden. Nach ausführlichen kryptologischen Tests wurde die Maschine für taktischen Einsatz (unterhalb Divisionsebene) akzeptiert. In dieser Zeit scheint er auch in Amerika den weltbekannten Kryptologen William F. Friedman kennengelernt zu haben, der von 1922 bis 1947 Cryptanalyst im War Department (Kriegsministerium) war und mit dem Hagelin bis zu dessen Tod 1969 (Zitat) „in ständigem Kontakt stand und der mir Anregungen der verschiedensten Art gab“.
In Amerika ging Hagelins Maschine als M-209 beim Corona-Werk der Schreibmaschinenherstellers L. C. Smith in Lizenz-Produktion, mit einem Tagesausstoß von bis zu 500 Maschinen. In der US-Marine wurde sie als CSP-1500 bezeichnet. Hagelin hatte während des Krieges für die Wartung und Einweisung zu sorgen, so dass er bis 1944 in den USA blieb. Bis zu seiner Rückreise waren 50.000 Maschinen hergestellt worden, bei Kriegsende waren es über 140.000 Stück.
Auch in Stockholm hatte das Unternehmen während Hagelins vierjähriger Abwesenheit unter der Leitung von Store Nyberg Aufträge aus verschiedenen Ländern erhalten. Ab etwa Anfang 1941 benutzte die italienische Marine die Hagelin C-38m, eine Version der M-209.

## Übersiedlung in die Schweiz und Gründung der Hagelin CryptoAG
Weil die schwedische Regierung Chiffriermaschinen als Kriegsgeräte ansah und deren Export verbot, entschloss sich Hagelin 1948 in die Schweiz überzusiedeln. Kurze Zeit arbeitete er mit dem Schweizer Erfinder Edgar Gretener (1902–1958) gemeinsam an der Entwicklung des ETK-Fernschreibers („Einton-Kombinationsschreiber“ mit redundantem Übertragungscode), der automatisch Texte ver- und entschlüsseln konnte. Die Zusammenarbeit hielt aber nicht lange, so dass Hagelin sich entschied, eine eigene Telechiffriermaschine herzustellen.
Die Vorarbeiten wurden in der Stockholmer Werkstatt gemacht und die Serienfertigung sollte in der Schweiz erfolgen. Hierfür gründete Hagelin am 13. Mai 1952 die Crypto AG in Zug. Es war ihm wichtig, dass der Name Hagelin mit dem Firmennamen verbunden ist. Sein damals einziger Mitarbeiter Oskar Stürzinger war wesentlich an der Entwicklung in den Folgejahren beteiligt. Stürzinger war Direktor bis zu seinem Ausscheiden 1976. Die Telecrypto-Maschine Modell T-52 war 1953/54 der Anfang mit schwedischer Vorarbeit. Dann folgte 1955 bis 1956 das verbesserte Modell T-55.
Auch nach dem Krieg war die CX-52 gefragt, die wiederum stark verbessert worden war und ab 1952 gefertigt wurde. Ab 1957 wurde das Taschenformat CD-57 hinzugefügt, das kompatibel zur CX-52 war. Diese Geräte wurden vom Militär, im diplomatischen Dienst und von Banken eingesetzt und in etwa 120 Länder weltweit verkauft. Die Käufer hatten Vertrauen in die Geräte, vergleichbar mit einer Schweizer Bank oder der Präzision einer Schweizer Uhr.
Hagelins Sohn Boris jr., der im November 1970 rätselhaft tödlich bei einem Autounfall verunglückte, war als Verkaufsmanager in Nord- und Südamerika tätig und auch an der Entwicklung der Nachkriegs-Chiffriergeräte der CX-Serie beteiligt. Das Unglück geschah nur fünf Monate nach dem, wie erst 2020 aufgedeckt wurde, damals hochgeheimen Kauf der Crypto AG durch die amerikanische CIA und den deutschen BND.
Boris Hagelin starb am 7. September 1983 im Alter von 91 Jahren in der Stadt Zug in der Schweiz.